# Porterella carnosula
Porterella carnosula är en klockväxtart som först beskrevs av William Jackson Hooker och George Arnott Walker Arnott, och fick sitt nu gällande namn av John Torrey. Porterella carnosula ingår i släktet Porterella och familjen klockväxter. Inga underarter finns listade i Catalogue of Life.

## Bildgalleri

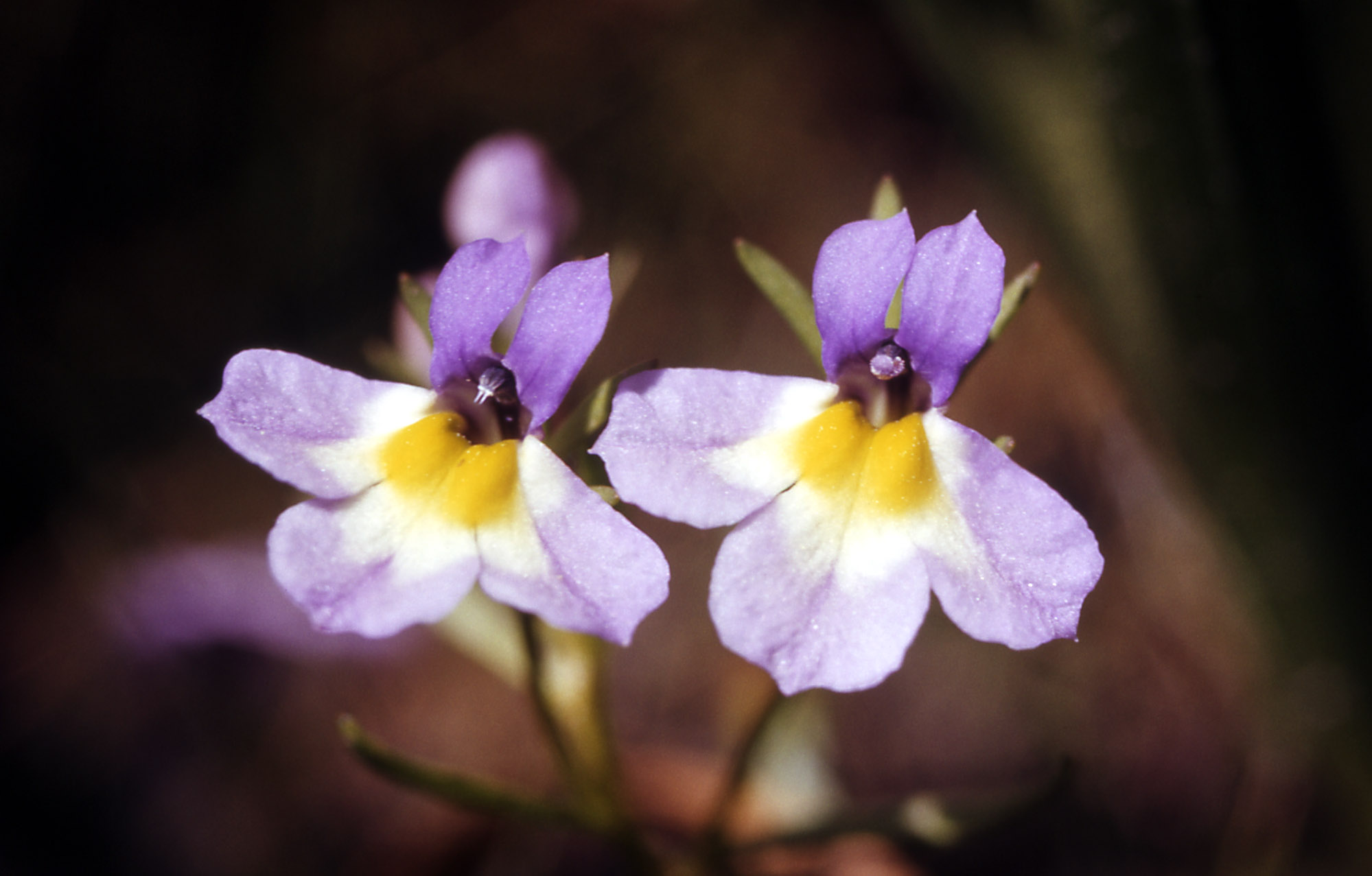